# Angiomatosi
Per  angiomatosi in campo medico, si intende un insieme di sindromi, tutte di forma rare, caratterizzate  dalla presenza di una moltitudine di neoplasie vascolari.

## Tipologia
Fra esse si riscontrano:
- Angiomatosi bacillare
- Angiomatosi cerebroretinica, denominata anche malattia di Von Hippel Lindau
- Angiomatosi emorragica familiare, denominata anche sindrome di Osler-Weber-Rendu
- Angiomatosi encefalo-trigeminale